# José Rizal

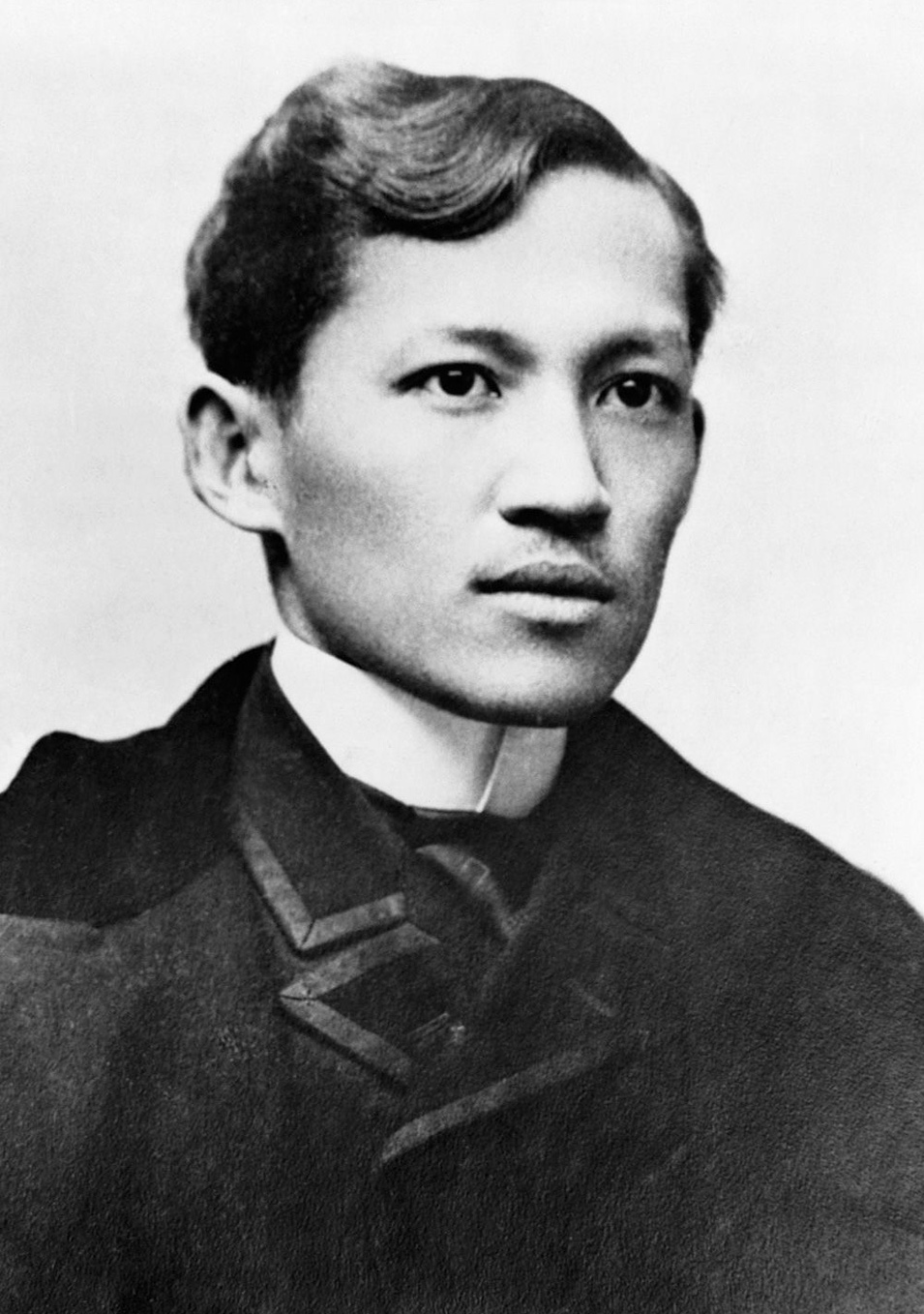
José Rizal

José Protasio Rizal Mercado y Alonso Realonda, född 19 juni 1861 i Calamba, Laguna, Filippinerna, avrättad 30 december 1896 i Manila, var en filippinsk läkare, målare, skulptör, diktare, dramatiker och författare. Rizal är en av Filippinernas största nationalhjältar och årsdagen av hans död högtidlighålls som nationell helgdag. Som filippinsk nationalhjälte tillhör han samma klass som de samtida Andrés Bonifacio och Emilio Aguinaldo.
Rizal var mycket språkkunnig och kunde tala arabiska, katalanska, kinesiska, engelska, franska, tyska, grekiska, hebreiska, italienska, japanska, latin, malajiska, portugisiska, ryska, sanskrit, spanska och tagalog, samt ytterligare några språk från Filippinerna.

## Uppväxten på Filippinerna
José Rizal var av blandad kinesisk och filippinsk härstamning och föddes i Calamba i Laguna som den sjunde av elva barn till Francisco Mercado och Teodora Alonzo. Fadern kom från Biñan i Laguna och modern från de kinesiska kvarteren Meisic i Santa Cruz, Manila. Hans kinesiska anor på farslinjen härstammade från Jinjiang nära Quanzhou i Fujian fem generationer tidigare.
Då han var tre år gammal hade hans mor lärt honom alfabetet och då han var åtta skrev han sin första dikt, Sa Aking Mga Kabata.
Rizal började sina studier under Justiniano Cruz i Laguna. Han for till Manila för att studera vid Ateneo Municipal de Manil där han tog filosofie kandidatexamen 1877. Han fortsatte på samma läroanstalt för att utbilda sig till lantmätare och assessor, och studerade samtidigt filosofi och litteratur vid Santo Tomás-universitetet. Då han fick veta att modern höll på att bli blind bestämde han sig för att studera medicin vid Santo Tomás, men fullföljde inte dessa studier där, eftersom han ansåg att filippinier diskriminerades av de dominikaner som drev universitetet.

## Studier i Europa
I stället reste han, mot sin fars önskan, till Madrid i Spanien, där han studerade medicin vid Universidad Central de Madrid och tog där en medicine licentiatexamen.
Han fortsatte sina studier vid Sorbonne i Paris och Ruprecht-Karls-Universität i Heidelberg, där han tog sin andra doktorsgrad. Det var under sin tid i Tyskland som han lärde känna den österrikiske geografen och etnologen dr. Ferdinand Blumentritt, som var den främste kännaren av Filippinerna i Europa som inte var spanjor. Rizal besökte honom i hans bostad i Leitmeritz (tjeckiska: Litoměřice) i Böhmen, och en stark vänskap uppstod; de båda skulle brevväxla fram till Rizals död; det sista brev som Rizal skrev till Blumentritt var på kvällen den 29 december 1896, bara timmar innan han blev avrättad.

## Propagandarörelsen
José Rizal är särskilt känd för de två romanerna Noli Me Tangere (1887) och El Filibusterismo (1891, utgiven i Gent i Belgien och skarpare än Noli). De beskrev filippiniernas sociala villkor under det spanska kolonialstyret och spelade en väsentlig roll för framväxten av en filippinsk nationell identitet och samhörighetskänsla.
Rizal önskade reformer, och var ingen agitator for politisk självständighet. Som en av ledarna för propagandarörelsen bland filippinska studenter i Spanien bidrog han med artiklar till tidningen La Solidaridad i Barcelona, där han gick in för den följande dagordningen:
- Att Filippinerna blev en spansk provins
- Representation i det spanska parlamentet Cortes
- Filippinska församlingspräster framför spanska augustiner, dominikaner och franciskaner
- Församlings- och yttrandefrihet
- Lika rättigheter inför lagen (för både filippinska och spanska saksökare)

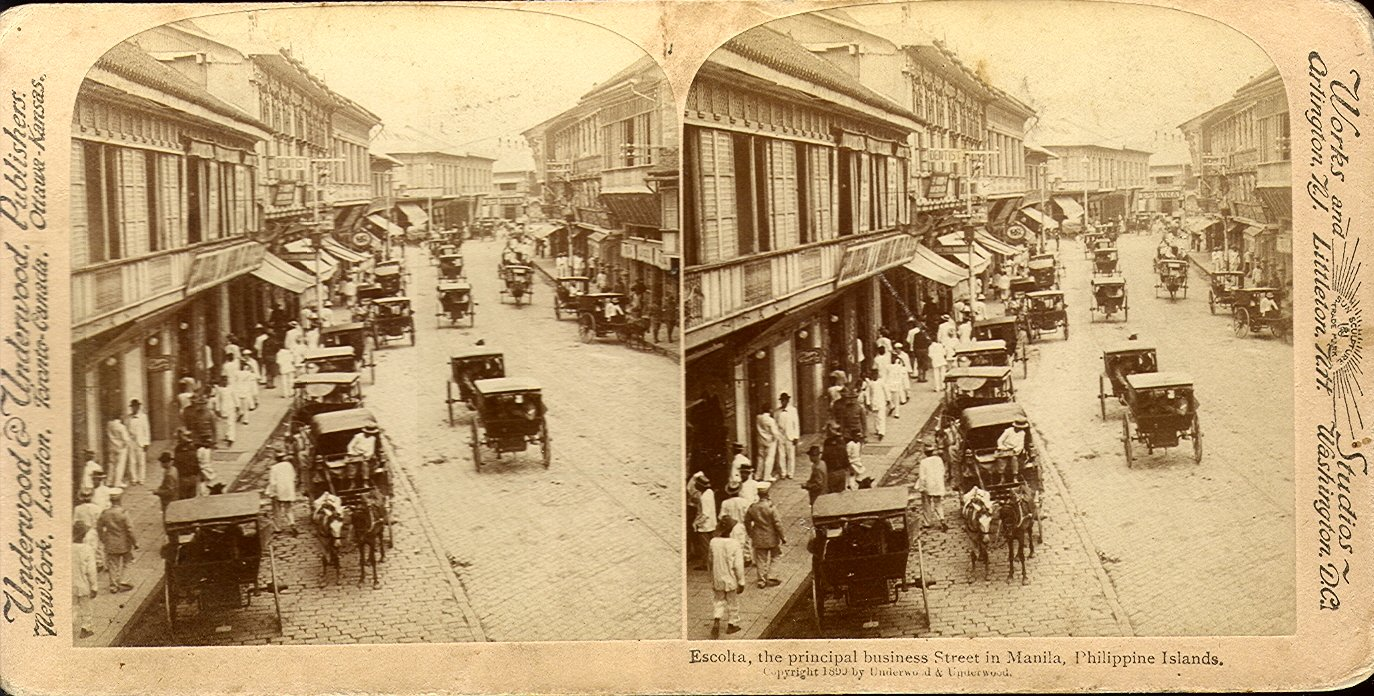
Gatuscen från Manila (Calle Escolta) på 1890-talet

Den spanska överheten uppfattade denna icke-våldsdagordning som hotande; sådana reformer skulle rubba status quo. I juni 1892 lyckades de locka Rizal till Manila.
Rizal lämnade Hongkong den 21 juni 1892, tillsammans med sin syster Lucia. De hade med sig pass och brev som gav dem försäkringar om att de skulle bli lämnade i fred på Filippinerna. Men skeppet hade knappt lämnat hamnen innan den spanske generalkonsuln i Hongkong sände telegram till generalguvernör Despujol i Manila om att Rizal nu hade "gått i fällan". Nu återstod det för Despujol att försäkra sig om att Rizal icke hade skaffat sig tyskt medborgarskap, eftersom det skulle lett till internationella förvecklingar om de arresterade en tysk medborgare. Samtidigt anklagades han formellt för antireligiös och antipatriotisk verksamhet. De trodde de hade vunnit en fullständig seger, och visste inte att han hade förutsagt det möjliga löftesbrottet i två brev han lämnade efter sig i Hongkong.
Då José och Lucia steg i land i Manila på söndagen den 26 juni 1892 möttes de av en militär styrka på kajen. De genomsökte deras bagage i tullhuset och lät dem därefter gå utan ett ord. Därefter tog de till generalguvernören en "bunt med upproriska papper" som de hävdade att de hade hittat i Lucias koffert.
Bunten innehöll flera exemplar av en pamflett som hette De fattiga tiggarmunkarna och som gick kraftigt till angrepp mot dominikanerna, en av de viktigaste munkordnarna på Filippinerna och mäktiga stöttepelare till de spanska myndigheterna. De var också mycket mäktiga, då de kunde påverka - av och till bestämma - vem som skulle bli generalguvernör och hur länge denne fick sitta. Rizal sa senare att han inte trodde att Lucia hade försökt att smuggla in dessa pamfletter - det skulle han helt säkert ha vetat om i så fall. I vilket fall som helst: Lucia kan nog ha varit bitter på de spanska ordensbröderna på Filippinerna, då hennes döde make hade nekats begravning på katolsk kyrkogård.

## La Liga Filipina
Den 3 juli 1892 grundade Rizal La Liga Filipina (det filippinska förbundet). Bland dess medlemmar fanns Andrés Bonifacio. Avsikten med förbundet var:
- Att förena hela ögruppen till en kompakt, vital och homogen enhet
- Ömsesidig hjälp i trångmål och nöd
- Försvar mot våld och orättfärdighet
- Främjande av utbildning, jordbruk och handel
- Studier och igångsättande av reformer

Varje medlem skulle betala tio centavos per månad till förbundets kassa och kunde anta ett symboliskt tillnamn. Pengarna skulle användas till:
- Utbildningsstöd till obemedlad medlem eller dennes son som visar talang och studieflit
- Stöd för att hjälpa fattiga vars rättigheter kränks av en mäktig person
- Hjälp till medlemmar som lider personlig förlust
- Lån till medlemmar som behöver detta för en industri eller för jordbruk
- Främjande av anskaffning av maskiner och etablering av industrier som är nya eller nödvändiga för landet
- Öppna butiker eller andra verksamheter som gagnar medlemmarna ekonomiskt.

Gruppen menade att vägen till jämställdhet och reformer var att förmå Spanien att göra Filippinerna till en reguljär spansk provins så att filippinierna blev spanska medborgare.

## Inre exil i Dapitan
La Liga Filipina var en fredlig sammanslutning, men spanjorerna – som också omedelbart fick reda på den - betraktade den som farlig. Rizal blev omedelbart och i all hemlighet arresterad den 6 juli 1892. Uppgiven anledning var de pamfletter som kritiserade dominikanerna och som man enligt uppgift hade funnet i systern Lucias bagage då de kom från Hongkong. Intet sades om La Liga. Han fängslades i Fort Santiago, och därefter beordrade generalguvernören Eulogio Despujol y Dusay att han skulle sändas i inre exil till det avlägset belägna Dapitan på Mindanao. Han sändes iväg på ångfartyget Cebu den 8 juli och ankom till Mindanao den 15 juli.
Under tiden i Dapitan grundade han en skola och ett sjukhus. Dit kom också Josephine Bracken, en ung irländsk kvinna född i Hongkong. De blev förälskade och ville gifta sig; men nekades äktenskapslicens, så något bröllop kunde inte genomföras.

## Utbrottet av den filippinska revolutionen
Tidigt under 1896 skrev dr. Blumentritt till Rizal från Böhmen och berättade för honom att gulsot hade brutit ut på Kuba och att det fanns alltför få där som kunde vårda de sjuka. Rizal, som hade medicinsk doktorsgrad, betraktade detta brev som ett gudomligt kall. Att resa till Kuba under sådana omständigheter skulle inte vara att svika fäderneslandet, utan att undsätta nödlidande och själv utsätta sig för risken att bli smittad. Han skrev till den dåvarande spanske generalguvernören Ramon Blanco i Manila och bad om tillåtelse att resa. Guvernörens svar var positivt; han hade ordnat det så att Rizal kunde bli frivillig vid ett regeringssjukhus på Kuba. Han uttryckte sin glädje i en av sina vackraste dikter, Canto del viajero (Den resandes sång).
Rizal var således en fri man och fick resa från förvisningsplatsen Dapitan på Mindanao. Han tog ångfartyget España till Manila den 1 augusti 1896, och ankom den 5 augusti. Där fick Andrés Bonifacio veta att han var på väg, men visste inte att han faktiskt var en fri man. Han sände Emilio Jacinto och andra förklädda som sjömän. Dessa låtsades som om de skurade däcket tills de hittade Rizal och tog honom avsides: "Om de håller dig fången, så skall vi befria dig, vi är alla väl beväpnade". Rizal svarade: "Gör inte något sådant! Låt mig ta hand om allt, jag vet vad som skall göras"! Mer tid att tala tillsammans fick de inte.
Han hade inte hunnit med postskeppet från Manila till Spanien, och då han fruktade att hans närvaro i staden skulle utlösa oro bad Rizal att bli isolerad till nästa skeppslägenhet. General Blanco överförde då honom till kryssaren Castilla, där bara hans familj fick besöka honom.
Under tiden bröt den filippinska revolutionen ut på land. Rizal höll sig utanför detta ombord på skeppet.
Den 3 september, två veckor efter utbrottet av revolutionen seglade så äntligen skeppet Isla de Panay från Filippinerna med kurs mot Barcelona, med Rizal ombord. Med sig hade han ett rekommendationsbrev från guvernör Blanco som bad de spanska krigs- och utrikesministrarna att ta väl emot honom i Spanien, och hjälpa honom vidare till Kuba där han avsåg att starta en läkarmottagning. Men det visade sig att Blanco inte fick som han ville; både de spanska munkarna och ärkebiskopen av Manila menade att han hade varit alltför mild mot Rizal, som de ansåg som revolutionens egentliga ledare. Munkarna sände telegram till Spanien och klargjorde detta, och föreslog samtidigt att Blanco skulle hemkallas ögonblickligen.
På «Isla de Panay» var det flera som fruktade att det skulle vara farligt för Rizal att resa till Spanien. Både den filippinske medpassageraren Pedro B. Roxas och en representant för tobaksmonopolet Tabacaler», kapten Camus, rådde honom att gå i land i Singapore och gömma sig där. Men Rizal vägrade; det skulle få folk att dra slutsatsen att han var en revolutionär ledare. "Blanco kommer att rädda mig, vad som än sker". Roxas lämnade själv skeppet och räddade därmed sitt liv.
Men Blanco fick inte det sista ordet. Rizal skulle ställas inför en militärdomstol, och guvernören måste lyda denna order. Då Isla de Panay kom till Suez väntade det ett telegram om detta. Kaptenen fick order om att Rizal skulle arresteras och att han skulle återföras till Manila. Han blev lagd i järn och förd som fånge till Barcelona. Där hölls han fången i det beryktade Mantjuich-fängelset i en vecka tills nästa skeppslägenhet tillbaka. Fängelsekommendant där var Eulogio Despujol, som ju tidigare varit den generalguvernör på Filippinerna som lurat Rizal i en fälla; och nu möttes de igen.
På återresan på ångfartyget Colón passerade de återigen Singapore. Rizals vänner i Europa visste om detta och hade lagt planer. Dr. Antonio Regidor, Sixto Lopez och andra försökte att förmå britterna att föra fången i land, och där skulle deras advokat kräva att han kvarhölls baserat på den brittiska lagens habeas corpus-princip, då han arresterats illegalt av spanjorerna. Domaren i Singapore ansåg dock att eftersom Colón var fullt av spanska militära förstärkningar på väg till Filippinerna, kunde fartyget inte betraktas som ett vanligt passagerarfartyg utan som ett krigsskepp och då var inte samma lagar som gällde för civil sjöfart tillämpbara. Medan domstolen diskuterade detta seglade skeppet vidare, och den 3 november anlände Rizal som fånge till Manila och fängslades i Fort Santiago.
Rättegången började den 3 december och bara dagar därefter förlorade Rizal den ende som kunde ha räddat honom, då generalguvernör Blanco avsattes och beordrades till Kuba. Den nye generalguvernören, general Camilo Polavieja, såg helt annorlunda på Rizal och engagerade sig med våldsam kraft mot honom.

## Avrättningen

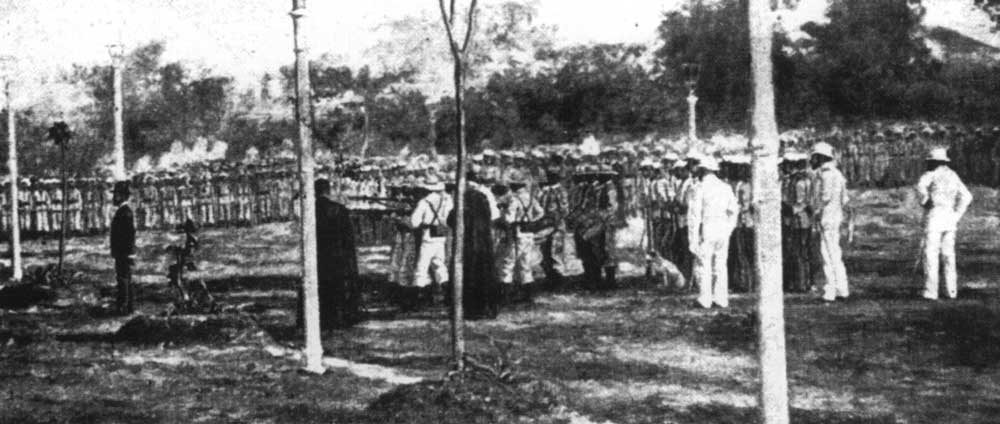
Avrättningen av Rizal

Då dödsdomen föll den 26 december beordrade Polavieja att den skulle verkställas så fort som möjligt, och Rizal fick bara ett par dagars uppskov för att ta farväl av sin familj. Kvällen före avrättningen komponerade han sin sista dikt, Mi Último Adiós (Mitt sista farväl).
Den 30 december 1896 avrättades Rizal av en exekutionspluton på Bagumbayan-fältet (som numera heter Rizal Park) i Manila. I sitt sista brev till Ferdinand Blumentritt skriver han: My dear Brother, when you receive this letter, I shall be dead by then. Tomorrow at 7, I shall be shot; but I am innocent of the crime of rebellion...
Från den tidpunkten fick de revolutionära ett nytt slagord: Mabuhay Dr. José Rizal!
Två timmar före avrättningen kunde han slutligen gifta sig med sin dulce estranjera, Josephine Bracken. Den spanske jesuiten Victor Balaguer S.J. vigde dem kl. 5.30 på morgonen. Den unga änkan anslöt sig kort därefter till revolutionen men blev tillfångatagen och uppmanad att lämna landet eller så skulle hon bli torterad. Hon reste till Hongkong i maj 1897.

## Religiös kult
Etter hans död uppstod det en religiös kult runt hans person, och det finns fortfarande inom filippinsk folkreligiositet en rad rizalistiska kulter som hyllar José Rizal som en gudomlighet.